# Coppa Bernocchi 1985
La Coppa Bernocchi 1985, sessantasettesima edizione della corsa, si svolse il 20 agosto 1985 su un percorso di 235,6 km. Era valida come evento del circuito UCI categoria CB1.1. La vittoria fu appannaggio dell'olandese Johan van der Velde, che terminò la gara in 5h25'35", alla media di 43,417 km/h, precedendo gli italiani Moreno Argentin e Giovanni Mantovani. La partenza della gara fu a Legnano mentre l'arrivo a Lonate Ceppino.

## Ordine d'arrivo (Top 10)
| Pos. | Corridore           | Squadra                | Tempo    |
| ---- | ------------------- | ---------------------- | -------- |
| 1    | Johan van der Velde | Vini Ricordi           | 5h25'35" |
| 2    | Moreno Argentin     | Sammontana             | a 38"    |
| 3    | Giovanni Mantovani  | Supermercati Brianzoli | a 38"    |
| 4    | Jürg Bruggmann      | Malvor-Bottecchia      | a 40"    |
| 5    | Claudio Corti       | Supermercati Brianzoli | a 42"    |
| 6    | Stefano Colagè      | Dromedario-Laminox     | a 42"    |
| 7    | Pierino Gavazzi     | Atala-Campagnolo       | a 42"    |
| 8    | Jean-Marie Grezet   | Cilo-Aufina            | a 43"    |
| 9    | Bruno Leali         | Carrera-Inoxpran       | a 48"    |
| 10   | Alessandro Pozzi    | Ariostea               | a 48"    |